# 9П
Паровоз 9П (9-й тип паровоза — заводське позначення) — маневровий танк-паровоз типа 0-3-0, випускався в СРСР з 1935 по 1957 рік. Останній радянський паровоз нормальної колії.

## Історія
Новий маневровий паровоз, отримав позначення 9П, був розроблений у 1934—1935 роках. Перший, дослідний паровоз такого типу побудували на Коломенському машинобудівному заводі у 1935 році (заводський тип 164).
У наступному році Коломенський завод виготовив ще 55 паровозів типу 9П. Також випуск цих паровозів налагодили на Новочеркаському паровозобудівному заводі (16 паровозів у 1937 році, 64 — у 1938 році).
З 1939 року Коломенський завод поновив виробництво паровозів типу 9П, при цьому конструкція паровозів, які випускалися з 1939 року була покращена в порівнянні з більш старими паровозами 9П.
У 1946—1955 роках паровози 9П виготовлялись Муромським паровозобудівним заводом імені Дзержинського. З 1955 по 1957 роки Муромський завод виготовляв дещо змінений варіант паровоза, який отримав позначення 9ПМ.

## Використання
Паровози 9П використовувались радянськими залізницями на маневрових работах, а також на коліях багатьох заводів і шахт.

## Технічні особливості
Перший (дослідний) паровоз Коломенського завода мав такі характеристики і конструктивні особливості:
- котел: діаметр — 1320 мм, топка радіального типу, 160 димогарних труб діаметром 46/51 мм і довжиною 3250 мм;
- паророзподіл: тип Вальсхарта (Гейзінгера) з кулісою закритого типу, нерозсувними циліндричними золотниками з внутрішнім впуском пари;
- два горизонтальних інжектора Фридмана АНТК-6 і АНТК-7, прикріплених до кабіни машиніста машиніста;
- поршні без контрштоків;
- дишла з плаваючими втулками з свинцевистої бронзи;
- зварні міжрамні кріплення;
- запас води — 5 м³;
- запас вугілля — 2 м³;
- бандажі коліс другої осі не мали гребенів, це було зробленою з метою полегшення проходження кривих малого радіуса (до 40 метрів);
- ресорне підвішування — трьохточкове, статично визначене'
- маса паровоза в робочому стані — 55 тонн.

Паровози, які будувалися на Коломенському заводі з 1939 року, мали деякі відмінності, що в свою чергу відрізняло їх від паровозів більш ранніх років виробництва:
- збільшений об'єм баків для води (6,5 м³);
- повністю зварний котел;
- наявність пароосушувача;
- відсутність водочищувача;
- змінена конструкція кабіни машиніста і вугільної скриньки;
- наявність електричного освітлення;
- буксові підшипники — стальні з наплавкою з свинцевистої бронзи замість бронзових.

## Кількість випущених паровозів
- Коломенський завод:
  - 1935 — 1 паровоз
  - 1936 — 55 паровозв
  - 1939 — 67 паровозів
  - 1940 — 60 паровозів
  - 1941 — 25 паровозів.

- Новочеркаський завод:
  - 1937 — 16 паровозів
  - 1938 — 64 паровоза.

- Муромський завод (2736 паровозів):
  - 1946—1955: ~2200 паровозів
  - 1955—1957 (9ПМ): ~500 паровозів.

## Пам'ятники паровозу 9П

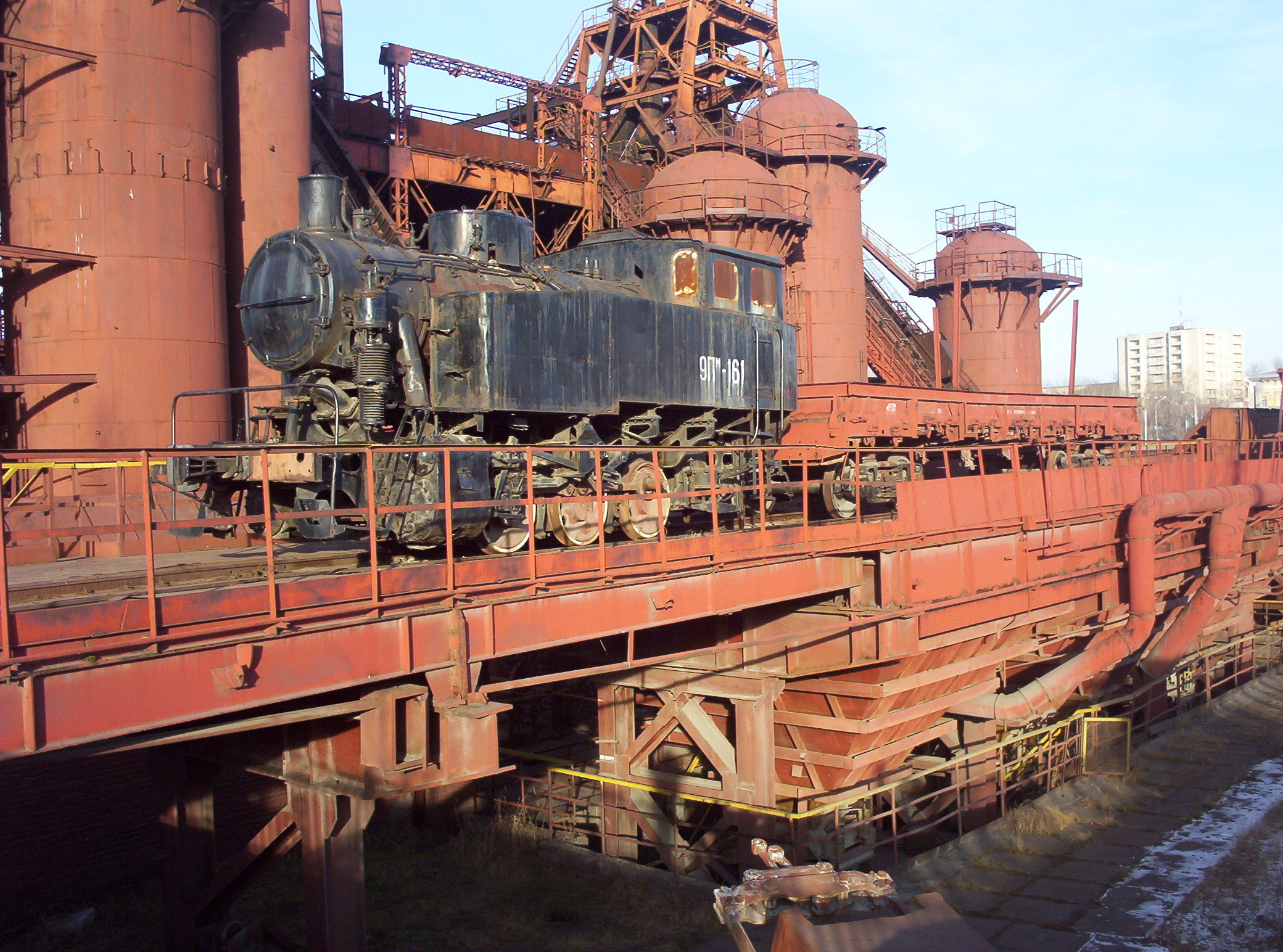
9Пм-161
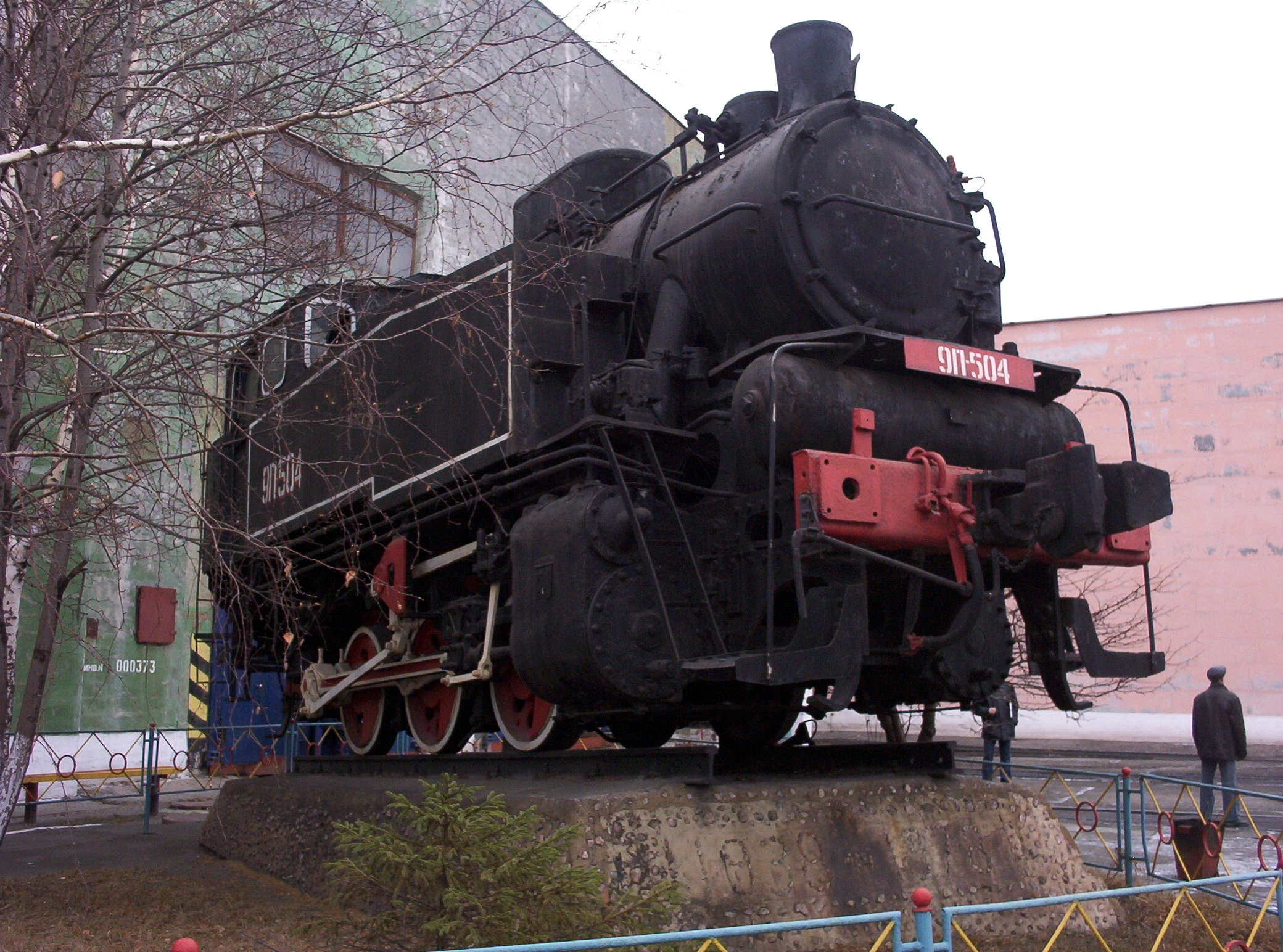
9П-504

### Пам'ятники паровозу 9П в Україні
Пам'ятник паровозу 9П-610 встановлений на станції Шепетівка.
Однією з найвідоміших пам'яток кампуса КПІ у Києві є паровоз 9П — експонат відкритого показу Державного політехнічного музею. Він став впізнаваним не лише тому, що встановлений у популярному місці відпочинку — поряд з бюветом та Музейною площею, а й тому, що це перший габаритний експонат Державного політехнічного музею КПІ, а отже, його бачила велика кількість відвідувачів. Танк-паровоз подаровано університету у 2001 році, коли музею виповнилося лише 3 роки.
Паровоз-пам'ятник 9П-749 раніше був встановлений на території т(локомотивного депо Основа, в селищі Основа міста Харків .З 2014 року переданий до Музею історії та залізничної техніки Південної залізниці.
1 листопада 2021 року на Привокзальній площі у Краматорську було встановлено маневровий танк-паровоз 9П-337. Саме ця модель була випущена 1949 року і використовувалася до 1985 року на Краматорському феросплавному заводі (КФЗ). У 2021 році було відреставровано впродовж 2 місяців на заводі КЗВВ.

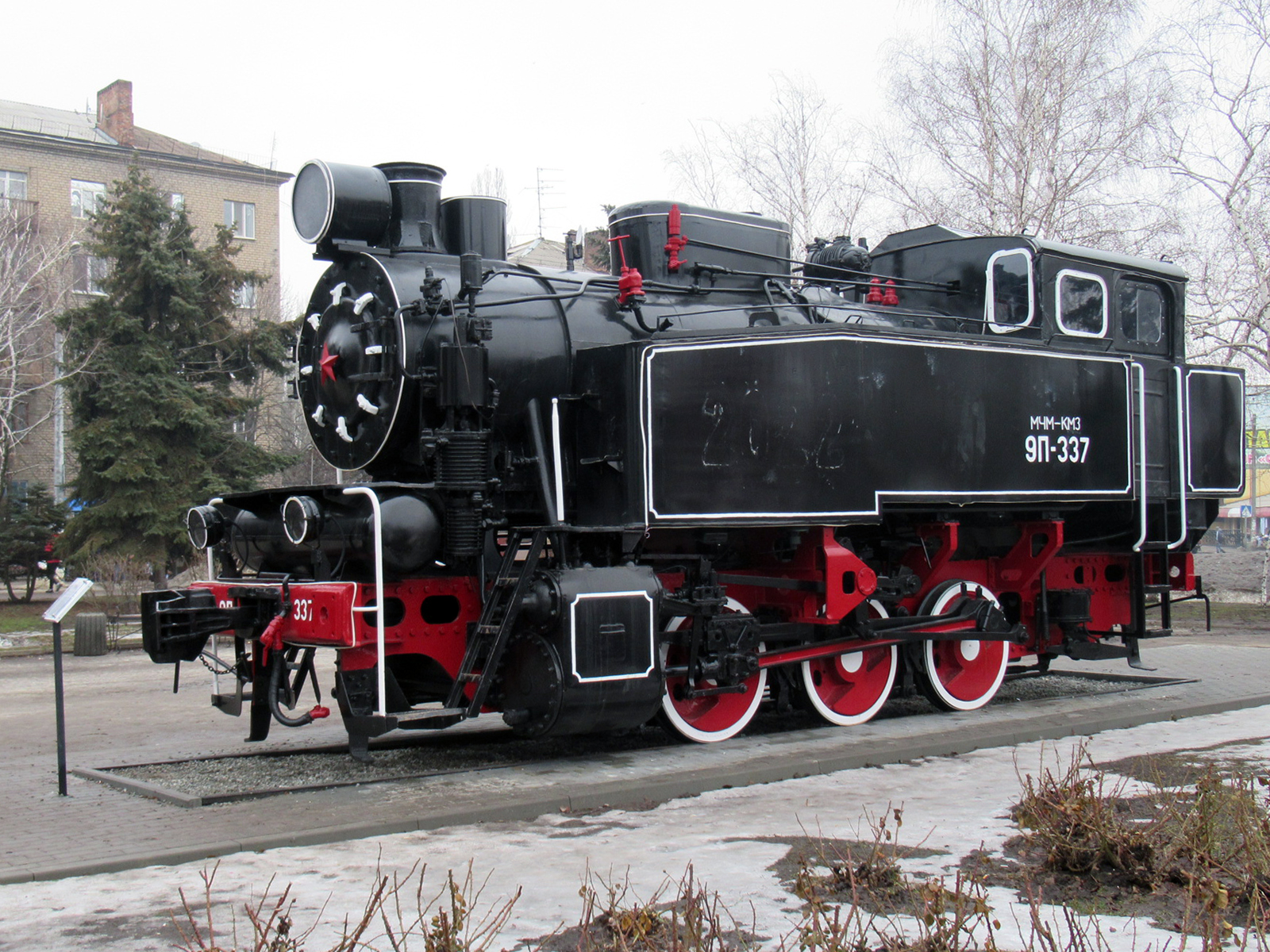
9П-337, Краматорськ
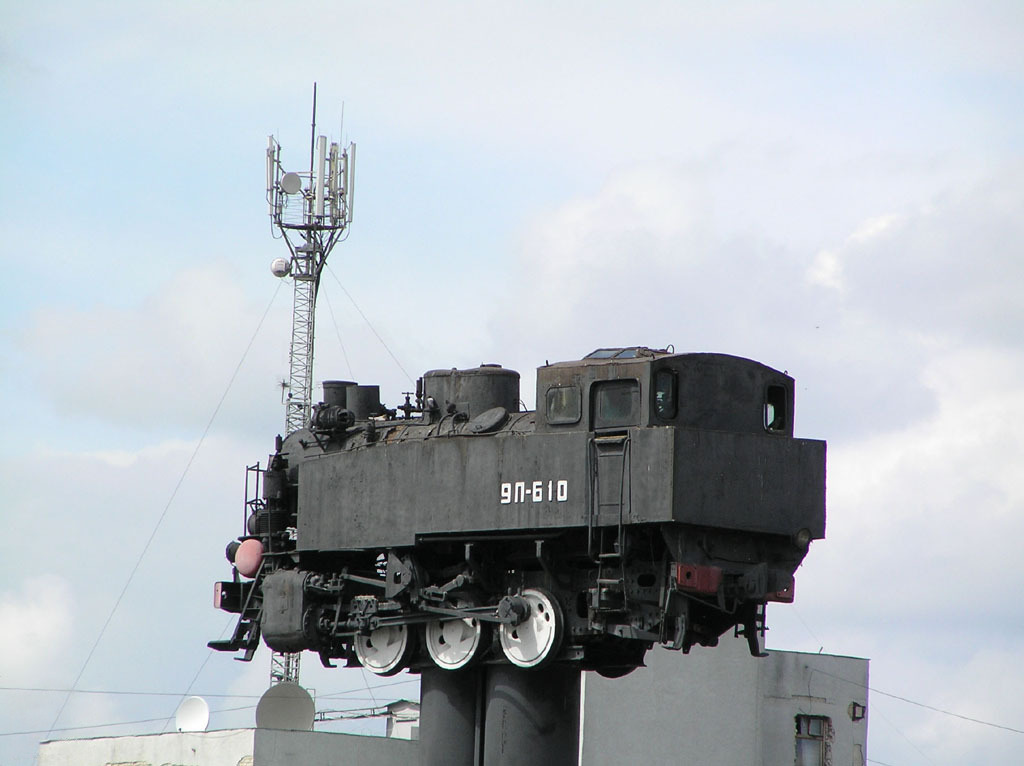
9П-610 в Шепетівці
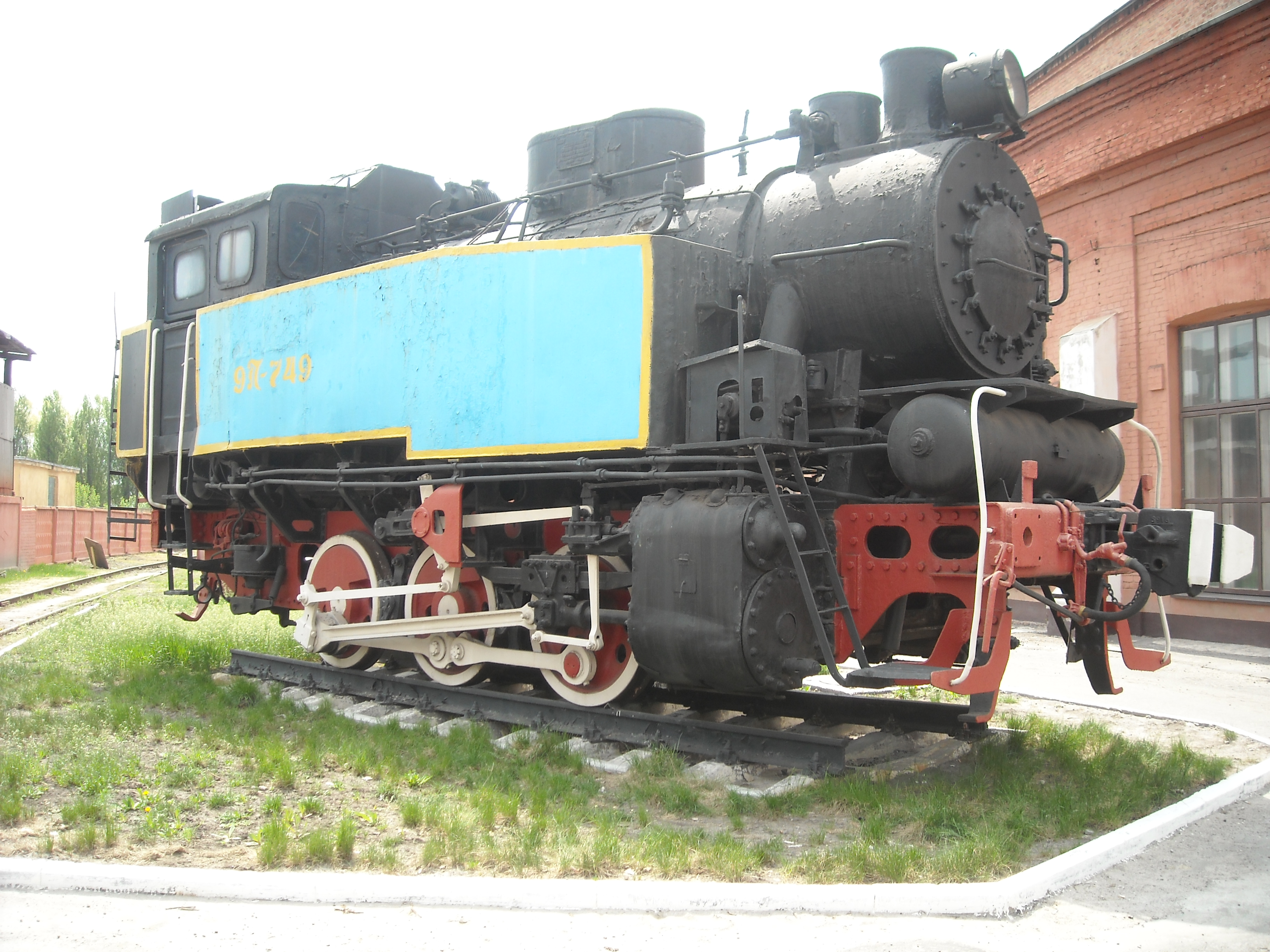
9П-749 в локомотивному депо Основа, Харків
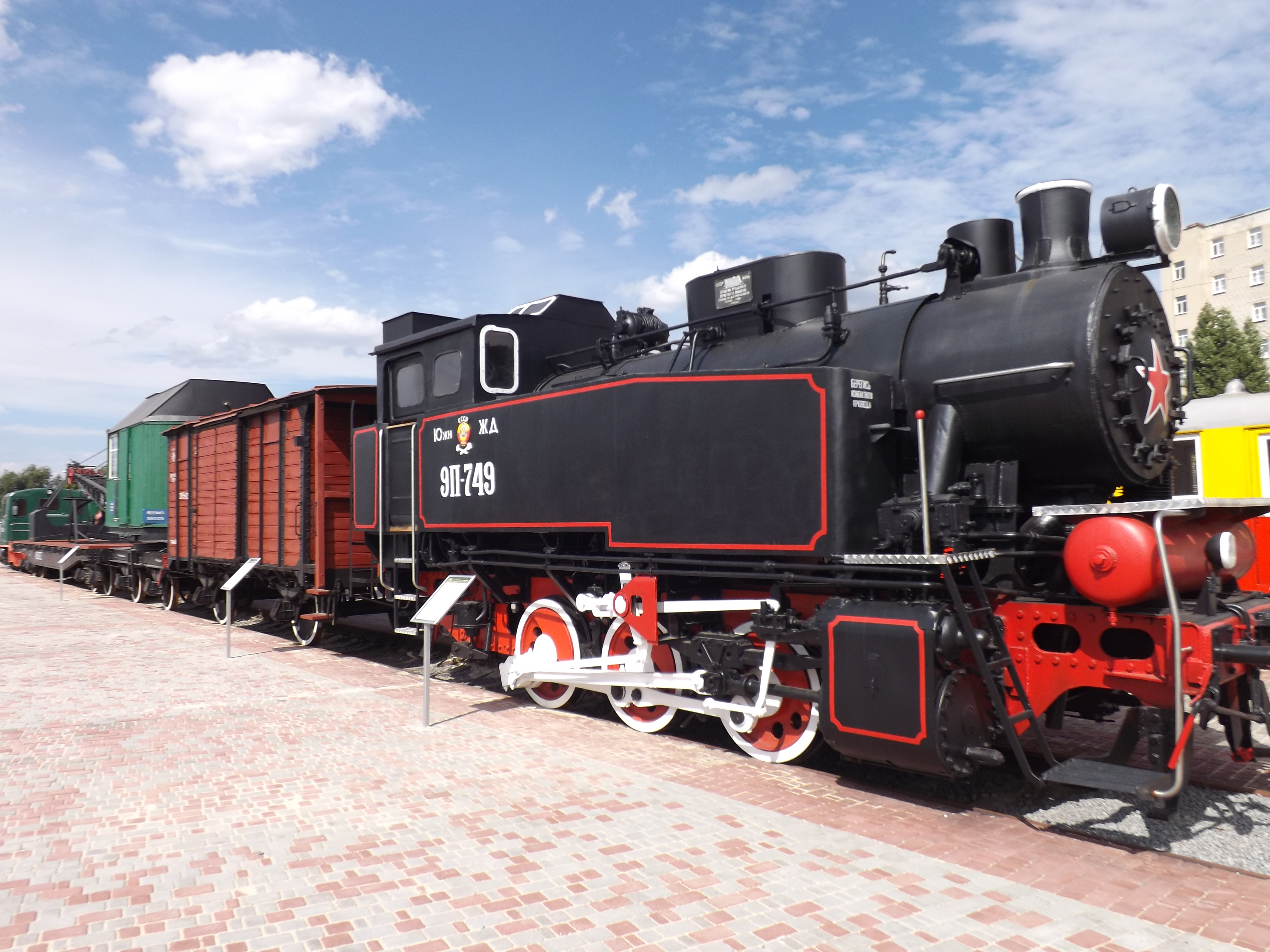
9П-749 після реконструкції 2014 року в Музеї історії та залізничної техніки Південної залізниці, Харків
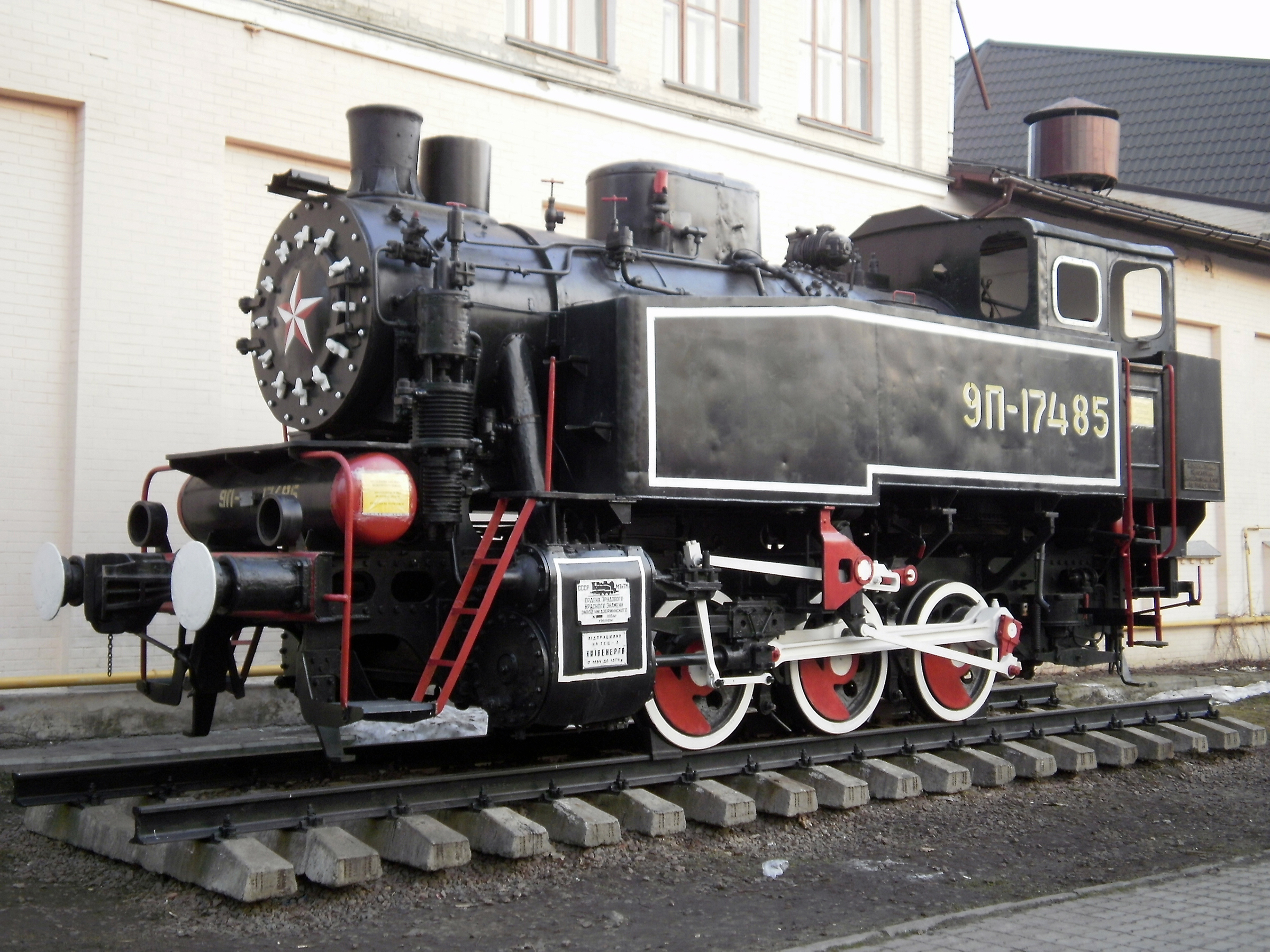
9П-17485 в музею КПІ, Київ